# Nadine Müller
Nadine Müller (ur. 21 listopada 1985 w Lipsku) – niemiecka lekkoatletka specjalizująca się w rzucie dyskiem.
Jako juniorka zdobyła srebrny medal mistrzostw Europy juniorów (2003) oraz brązowy krążek mistrzostw świata juniorów (2004). W 2007 oraz 2009 startowała w mistrzostwach świata. Wicemistrzyni świata z 2011. Czwarta zawodniczka igrzysk olimpijskich w Londynie (2012) oraz światowego czempionatu w Moskwie (2013). W mistrzostwach świata w Pekinie zdobyła brązowy medal (2015). W 2016 była czwarta na mistrzostwach Europy, a podczas igrzysk olimpijskich w Rio de Janeiro ukończyła rywalizację na 6. miejscu. Ten wyczyn powtórzyła rok później, tym razem na mistrzostwach świata w Londynie. W 2018 zdobyła srebro na mistrzostwach Starego Kontynentu w Berlinie.
Reprezentantka Niemiec w pucharze Europy, pucharze Europy w rzutach oraz w drużynowych mistrzostwach Starego Kontynentu.
Wielokrotna mistrzyni Niemiec.
Jest lesbijką. 31 grudnia 2013 roku poślubiła swoją partnerkę Sabine.

## Osiągnięcia
| Rok  | Impreza                                 | Miejsce        | Pozycja           | Wynik |
| ---- | --------------------------------------- | -------------- | ----------------- | ----- |
| 2003 | Mistrzostwa Europy juniorów             | Tampere        | 2. miejsce        | 53,44 |
| 2004 | Mistrzostwa świata juniorów             | Grosseto       | 3. miejsce        | 57,13 |
| 2005 | Młodzieżowe mistrzostwa Europy          | Erfurt         | 10. miejsce       | 49,25 |
| 2007 | Zimowy puchar Europy w rzutach          | Jałta          | 1. miejsce        | 60,35 |
| 2007 | Młodzieżowe mistrzostwa Europy          | Debreczyn      | 8. miejsce        | 51,04 |
| 2007 | Mistrzostwa świata                      | Osaka          | el. – 23. miejsce | 55,98 |
| 2008 | Superliga pucharu Europy                | Annecy         | 5. miejsce        | 57,85 |
| 2009 | Zimowy puchar Europy w rzutach          | Teneryfa       | 6. miejsce        | 57,40 |
| 2009 | Superliga drużynowych mistrzostw Europy | Leiria         | 4. miejsce        | 59,53 |
| 2009 | Mistrzostwa świata                      | Berlin         | 6. miejsce        | 59,53 |
| 2010 | Zimowy puchar Europy w rzutach          | Arles          | 1. miejsce        | 64,30 |
| 2010 | Superliga drużynowych mistrzostw Europy | Bergen         | 1. miejsce        | 63,53 |
| 2010 | Mistrzostwa Europy                      | Barcelona      | 8. miejsce        | 57,78 |
| 2011 | Mistrzostwa świata                      | Daegu          | 2. miejsce        | 65,97 |
| 2012 | Zimowy puchar Europy w rzutach          | Bar            | 1. miejsce        | 68,89 |
| 2012 | Igrzyska olimpijskie                    | Londyn         | 4. miejsce        | 65,94 |
| 2013 | Mistrzostwa świata                      | Moskwa         | 4. miejsce        | 64,67 |
| 2015 | Zimowy puchar Europy w rzutach          | Leiria         | 1. miejsce        | 65,27 |
| 2015 | Mistrzostwa świata                      | Pekin          | 3. miejsce        | 65,53 |
| 2016 | Mistrzostwa Europy                      | Amsterdam      | 4. miejsce        | 62,63 |
| 2016 | Igrzyska olimpijskie                    | Rio de Janeiro | 6. miejsce        | 63,13 |
| 2017 | Superliga drużynowych mistrzostw Europy | Lille          | 2. miejsce        | 62,57 |
| 2017 | Mistrzostwa świata                      | Londyn         | 6. miejsce        | 64,13 |
| 2018 | Puchar Europy w rzutach                 | Leiria         | 1. miejsce        | 60,42 |
| 2018 | Mistrzostwa Europy                      | Berlin         | 2. miejsce        | 63,00 |
| 2018 | Puchar interkontynentalny               | Ostrawa        | 7. miejsce        | 58,34 |
| 2019 | Puchar Europy w rzutach                 | Šamorín        | 2. miejsce        | 59,74 |
| 2019 | Mistrzostwa świata                      | Doha           | 8. miejsce        | 61,55 |
| 2022 | Puchar Europy w rzutach                 | Leiria         | 7. miejsce        | 57,23 |

## Rekordy życiowe
- rzut dyskiem – 68,89 (18 marca 2012, Bar)